# Elección complementaria de Chile de octubre de 1953
El 4 de octubre de 1953 se realizó una elección parlamentaria complementaria para llenar la vacancia de un senador en la 4° Agrupación Provincial, compuesta por la provincia de Santiago, producto de la inhabilitación del cargo de María de la Cruz Toledo (Partido Femenino de Chile), determinada por el Senado el 4 de agosto.
Inicialmente, el 11 de agosto de 1953 el Ministerio del Interior promulgó un decreto convocando a la elección extraordinaria para el 27 de septiembre, sin embargo dos días después decidió postergar la fecha de los comicios para el 4 de octubre.

## Candidaturas
El Partido Agrario Laborista (PAL) acordó el 5 de agosto proclamar como su candidato a senador a Pedro Foncea Aedo, mientras que el Movimiento Nacional Independiente (MNI) presentó el mismo día la postulación de Mamerto Figueroa. Si bien la Unión Nacional del Pueblo (UNAP, coalición ibañista de la que formaban parte tanto el PAL como el MNI, además del Partido Socialista Popular, el Partido Democrático del Pueblo, el Movimiento Nacional del Pueblo, el Partido Radical Doctrinario y el Partido Progresista Femenino) había acordado que presentarían un candidato común, esta fue dividida entre Aedo y Figueroa; esto ocurrió luego que el 13 de agosto la UNAP decidiera —a partir de una quina conformada por Pedro Foncea, Mamerto Figueroa, Santiago Wilson, Arturo Olavarría Bravo y Luis Cabrera Ferrada— escoger a Foncea Aedo como su candidato, quien tuvo como generalísimo de campaña al senador Aniceto Rodríguez (PSP). Mamerto Figueroa, quien también había recibido el apoyo del Partido Democrático del Pueblo, fue confirmado como abanderado del Movimiento Nacional Independiente.
María de la Cruz Toledo, la senadora cuya inhabilitación generó esta elección extraordinaria, volvió a presentarse como candidata, constituyendo un comando instalado en Agustinas 1606. El 28 de agosto el Partido del Trabajo (PT) proclamó como candidato al general en retiro Jorge Berguño Meneses, quien recibió al día siguiente el apoyo del Partido Agrario encabezado por Julián Echavarri.
La oposición al gobierno de Ibáñez buscó presentar un candidato unitario. Entre los nombres que se barajaron estaban los de Bernardo Leighton y Horacio Walker por la Falange Nacional y el Partido Conservador Social Cristiano; Mario Valdés, Guillermo Varas, Ezequlel González Cortés, Sergio Fernández y Luis Felipe Letelier por el Partido Conservador Tradicionalista; Pablo Aldunate, Gustavo Ross y Mariano Puga Vega, por el Partido Liberal; Inés Enríquez, Julio Durán, Alejandro Ríos Valdivia, Isidoro Muñoz y Carlos Valdovinos, por el Partido Radical; Luis Quinteros, Astolfo Tapia y Agustín Álvarez Vlllablanca, por el Frente del Pueblo; y Juan Pradenas por el Partido Democrático de Chile, además de Alfredo Silva Carvallo, Sótero del Río y Roberto Wachholtz. Tras una serie de reuniones realizadas entre el 31 de agosto y 2 de septiembre, la oposición acordó presentar la candidatura de Luis Quinteros Tricot (PS).

## Resultados
Los resultados de la elección fueron los siguientes:
|  | 48.71 % |

|  | 30.72 % |

|  | 12.26 % |

|  | 6.95 % |

|  | 1.36 % |

El resultado desagregado a nivel de distrito de la provincia de Santiago fue el siguiente:
| Distrito           | Quinteros | Figueroa | Foncea | De la Cruz | Berguño |
| ------------------ | --------- | -------- | ------ | ---------- | ------- |
| Distrito           |           |          |        |            |         |
| 1° distrito        | 45 495    | 29 559   | 10 448 | 6063       | 1342    |
| 2° distrito        | 12 893    | 12 767   | 2849   | 2541       | 134     |
| 3° distrito        | 28 661    | 16 278   | 6944   | 3313       | 1130    |
| 4° distrito        | 15 404    | 6012     | 5535   | 2709       | 247     |
| Fuente: La Nación. |           |          |        |            |         |

Luis Quinteros Tricot asumió su escaño en el Senado el 10 de noviembre de 1953.